# 五官司挈壺正
五官司挈壺正，中國古代官職之一。在清朝，此官職配置於朝廷之欽天監，品等為從八品。該官職主要從事天文曆法事務，並輔佐欽天監配置的五官正。而五官正其實就是春官正、夏官正、秋官正、冬官正與中官正。1910年代，清朝滅亡後，該官職廢除。